# Dirk Seiger
Dirk Seiger (* 1980 in Lippstadt) ist ein deutscher Koch.

## Werdegang
Seigers Eltern hatten einen gutbürgerlichen Gasthof. Nach seiner Ausbildung bei Jens Bomke in Wadersloh (ein Michelinstern) arbeitete er als Souschef bei Elmar Simon im Restaurant Balthasar in Paderborn.
2008 wurde er Souschef im Restaurant Buddenbrooks bei Christian Scharrer in Travemünde (zwei Michelinsterne).
2012 war er Küchenchef in der Schlossweinstube in Heidelberg, das im gleichen Jahr mit einem Michelinstern ausgezeichnet wurde.
Im April 2014 ging Seiger als Küchenchef zurück zum Restaurant Buddenbrooks in Travemünde, das seitdem mit einem Michelinstern ausgezeichnet wird.
Im Februar 2020 schloss das Buddenbrooks und Seiger wechselte ins A-ROSA auf Sylt, wo er im September 2020 das Restaurant Fish Club eröffnete.

## Auszeichnungen
- 2012: Ein Stern im Guide Michelin 2013 für die Schlossweinstube in Heidelberg
- 2014: Ein Stern im Guide Michelin 2015 für das Restaurant Buddenbrooks in Travemünde